# Heiner Pott

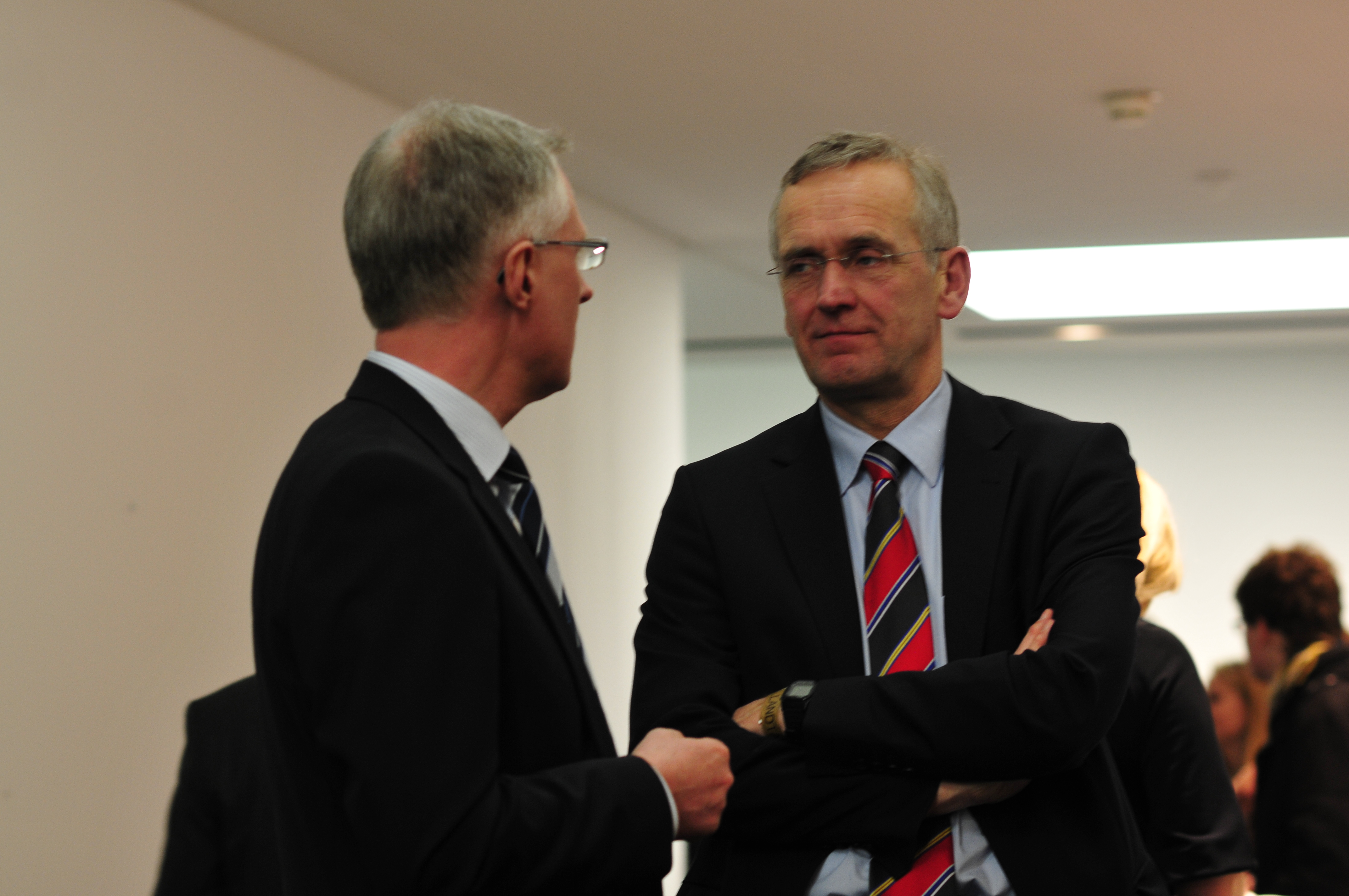
Heiner Pott (2013)

Heiner Pott (* 1954 in Lingen (Ems)) ist ein deutscher Politiker (CDU). Er war von 2000 bis 2010 Oberbürgermeister der emsländischen Stadt Lingen (Ems). Von April 2010 bis Februar 2013 war er Staatssekretär im Niedersächsischen Ministerium für Soziales, Frauen, Familie, Gesundheit und Integration.

## Leben
Potts Eltern hatten einen landwirtschaftlichen und einen gastronomischen Betrieb. Das Abitur machte er am Lingener Gymnasium Georgianum. In Münster studierte er Rechtswissenschaft und war danach in Lingen Rechtsanwalt. 1986 wurde er in der Stadtverwaltung Lingen Dezernent für Jugend, Soziales, Sport und Ordnung, vier Jahre später Stadtdirektor. Ab 1994 war er Umweltdezernent der Stadt Münster.
In der ersten Wahl zum hauptamtlichen Oberbürgermeister der Stadt Lingen am 12. März 2000 wurde er mit 67,7 Prozent der Stimmen gewählt. Der Amtsantritt wurde am 1. Mai 2000 vollzogen. Er hat in dieser Position die ehrenamtliche Oberbürgermeisterin Ursula Ramelow (CDU) ersetzt, die das Amt seit 1995 innegehabt hatte. Die nächste Wahl im September 2006 gewann er mit 65,0 Prozent der Stimmen. Bei beiden Wahlen gab es eine Wahlbeteiligung von 51 Prozent. Von April 2010 bis Februar 2013 war er Staatssekretär im niedersächsischen Sozialministerium unter der Ministerin Aygül Özkan (CDU). Von 2013 bis 2019 war Heiner Pott Verbandsdirektor des Verbandes der Wohnungs- und Immobilienwirtschaft in Niedersachsen und Bremen (vdw).
Er ist verheiratet und hat zwei Töchter sowie drei Söhne.